# 몐어파

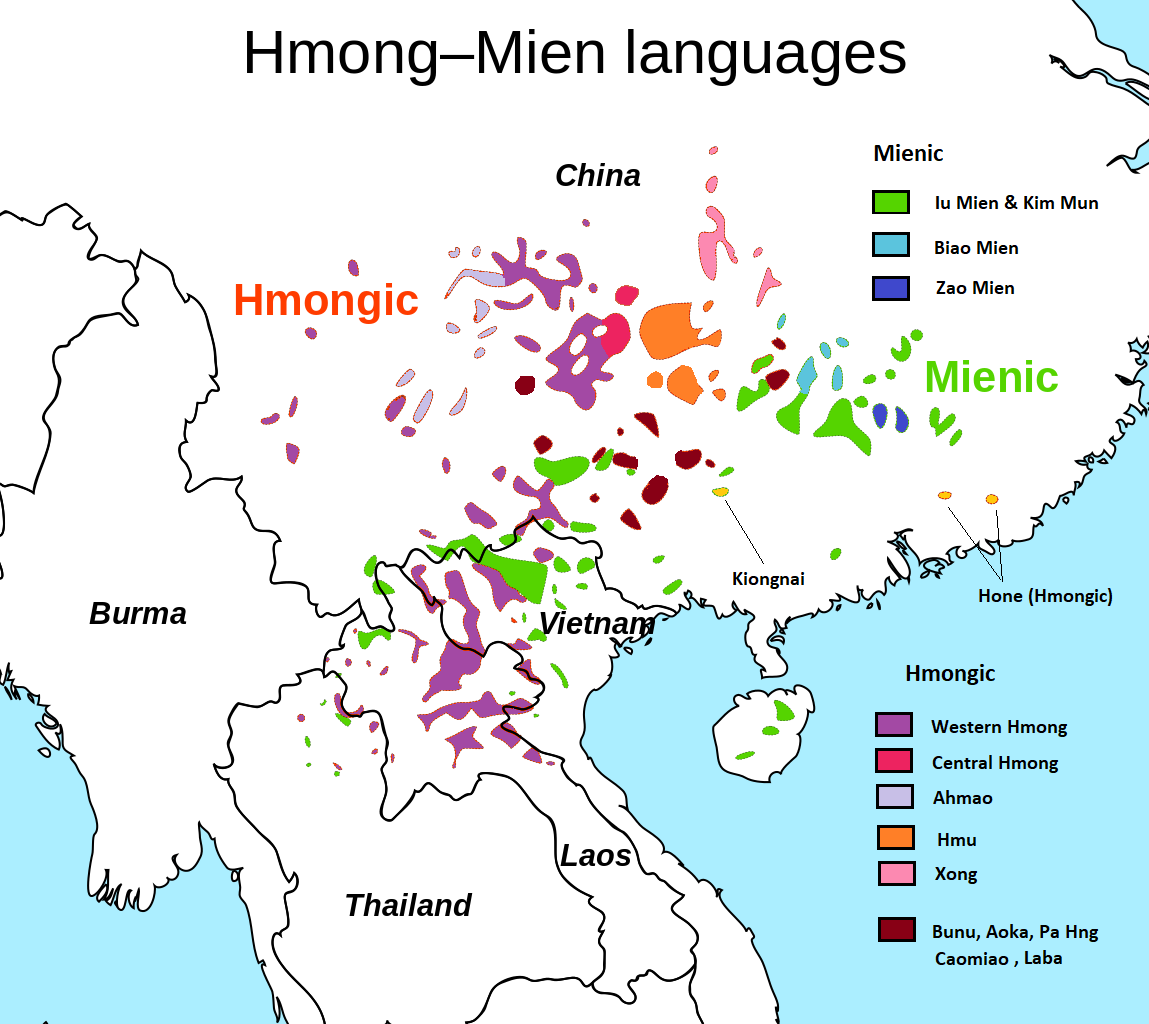

몐어파(Mienic) 또는 야오어파(Yao)는 몽어파와 함께 몽몐어족을 이루는 언어군으로, 중국, 베트남, 라오스, 태국에 걸쳐 분포하는 야오족(몐족) 계통 민족들이 사용한다. 다만 야오족 중에는 소수 몽어파 언어를 사용하는 집단도 있어 이들을 부누(Bunu)라고 부른다. 지역에 따라 중국어와 섞인 혼성어가 사용되기도 한다.

## 분류
- Iu Mien(야오어)
- Biao Mon
- Kim Mun
- Biao Min
- Dzao Min

## 같이 보기
- 야오족
- 몽어파